# Tomislav Rogić
Tomislav Rogić (Senj, 8. studenog 1965.) prelat je Katoličke Crkve i trenutni biskup šibenski.

## Životopis
Tomislav Rogić rođen je 8. studenoga 1965. godine u Senju, u obitelji Ivana i Marice Rogić. U rodnom mjestu je završio osnovnu školu, a maturirao je u klasičnoj gimnaziji u Sjemeništu Zmajević u Zadru. Teologiju je studirao u Rijeci, a završnu godinu teologije je pohađao u Zagrebu. Diplomirao je 1991. na temu "Kralj Šaul pomazanik i odbačenik Božji". Zaređen je za svećenika 22. lipnja 1991. u Rijeci.
U početku je djelovao kao župni vikar u župi sv. Terezije od Djeteta Isusa na Vežici u Rijeci. Nakon toga odlazi na postdiplomski studij u Rim na Papinsko sveučilište Gregoriana na kojem je magistrirao iz područja biblijske teologije na temu "Potpuna ljubav objavljuje se umirući podijeljena da bi sve zauvijek ujedinila" (Mt 27, 38 - 51).
Nakon povratka iz Rima, predavao je na Biblijskoj katedri Teologije u Rijeci bio studentski kapelan za grad Rijeku te župnik riječke Župe Uznesenja Blažene Djevice Marije. Od 2000. do 2004. obnašao je dužnost generalnog vikara Gospićko-senjske biskupije, a zatim i župnik te dekan Župe svetoga Križa u Ogulinu od 2004. do 2012.
Od 2012. godine župnik je i dekan na Udbini i Podlapači te ravnatelj Nacionalnog svetišta hrvatskih mučenika na Udbini. Od iste godine je i član zbora savjetnika i prezbiterskog vijeća Gospićko-senjske biskupije i kanonik Senjskog kaptola. Dana 3. lipnja 2016. Sveti otac papa Franjo imenovao ga je šibenskim biskupom pošto je prihvatio odreknuće od pastoralnog upravljanja dotadašnjeg biskupa msgr. Ante Ivasa.
Dana 25. srpnja 2016. zaređen je za 49. po redu šibenskog biskupa, kada je i uveden na katedru šibenskih ordinarija. Glavni zareditelj bio je kardinal Josip Bozanić, nadbiskup i metropolit zagrebački, a suzareditelji msgr. Marin Barišić, nadbiskup splitsko-makarski i metropolit splitski te msgr. Ante Ivas, dotadašnji šibenski biskup. Za svoje geslo je uzeo Sve i u svemu Krist (lat. Omnia et in omnibus Christus).